# Juniti Saito
Juniti Saito (Pompeia, 12 de abril de 1942) es un militar brasileño, que se desempeñó como comandante de la Fuerza Aérea Brasileña entre 2007 y 2015. Hijo de los inmigrantes japoneses Iwataro Saito y Toshike Tamaoki, fue el primer nipo-brasileño que comandó uno de los tres brazos de las Fuerzas Armadas de Brasil.

## Carrera
En marzo de 1960 ingresó a la Escuela Preparatoria de Cadetes del Aire (EPCAR), donde egresó como a aspirante en 1965. A lo largo de su carrera militar, se desempeñó como instructor de la Escuela de Comando del Estado Mayor de la Aeronáutica y como agregado aeronáutico de la embajada de Brasil en el Reino Unido. Posteriormente fue comandante del 2.º y del 5.º comando aéreo regional, comandante general de apoyo y comandante general de operaciones aéreas, además de integrar la jefatura del Estado Mayor de la Fuerza Aérea.
Piloto de caza, tuvo más de seis mil horas de vuelo en diferentes tipos de aeronaves, entre ellas TF-33, F-80, Cessna T-37, VU-93 (HS), C-91 (Avro), C-95 (Bandeirante), AT-26 (Xavante), F-5E/F (Tiger II) y en el F-103E (Mirage III).
En 1995 fue promovido a brigadier, en 1999 a brigadier mayor, y el 31 de marzo de 2003 a teniente brigadier. El 28 de febrero de 2007 asumió como comandante de la Fuerza Aérea.
En el marco de la crisis de la aviación comercial en Brasil de 2006-2007, Saito consideró que los controladores de tráfico aéreo (miembros de la Fuerza Aérea) se habían insubordinado, generando un motín. Como respuesta, ordenó detener a dos de los líderes de los huelguistas y despedir a varios de ellos.
En 2015 se retiró del puesto a los 72 años de edad, siendo sucedido por el teniente brigadier Nivaldo Rossato. Saito fue el comandante de la Fuerza Aérea Brasileña que más tiempo estuvo en el cargo.

## Condecoraciones
Ha recibido la Orden del Mérito Aeronáutico (en grado gran cruz), la Orden del Mérito Naval (en grado gran oficial), Orden del Mérito Militar (en grado gran oficial), Orden del Mérito de las Fuerzas Armadas (en grado comendador) y Orden del Mérito de la Defensa (en grado gran oficial). También recibió condecoraciones de la Asamblea Legislativa de Río Grande del Sur y del gobierno del estado de Minas Gerais. En 2008 recibió la medalla del mérito deportivo militar.